# William Alexander Smith
William Alexander Smith,  född 27 oktober 1854 i Pennyland House i Thurso i Skottland, död 10 maj 1914 i London, var en brittisk militär. Smith grundade Boys' Brigade, en organisation liknande scoutrörelsen, vilken Smith senare även kom att hjälpa Robert Baden-Powell att grunda i och med boken Scouting for Boys. Han var äldsta barnet till major David Smith och hans fru Harriet. Han utgjorde tillsammans med sina syskon en familj om tre söner och en dotter.

## Utbildning
William Smith studerade i sin ungdom vid Miller Instituition, eller ”Thurso Academy”.
Efter faderns död flyttade familjen till Glasgow. I början av januari 1869 började Smith studera vid en privatskola, The Western Educational Institution, mer känd som ”Burns’ and Sutherland’s School”. Under sin första och enda termin på skolan mottog han sju priser. Hans tid vid institutionen var kortlivad och han slutade sina skoldagar i slutet av maj, vid fjorton och ett halvt års ålder.
Smith slutade dock inte helt med att utbilda sig. Texter i hans anteckningsbok indikerade att han fortsatte ta fransklektioner efter att ha anslutit sig till sin farbrors verksamhet.